# Diecezja Oslo (rzymskokatolicka)
Diecezja Oslo (łac.: Dioecesis Osloën, nor.: Oslo katolske bispedømme) – jedyna katolicka diecezja w Norwegii, obejmująca swoim zasięgiem południową część kraju. Siedziba biskupa znajduje się w katedrze św. Olafa w Oslo.

## Historia
Diecezja w Oslo została założona w 1070 jako sufragania archidiecezji w Trondheim. Przetrwała ona do czasów reformacji, kiedy decyzją króla Chrystiana III z 1537 została sekularyzowana, a Norwegia oficjalnie stała się krajem luterańskim. W miejsce diecezji katolickich powołano narodowy Kościół Norwegii. Katolicy, którzy pozostali przy swojej wierze byli pozbawieni duchownych oraz prześladowani.
Kościół katolicki w Norwegii zaczął się odradzać w XIX wieku. Najpierw podlegał pod Wikariat apostolski Szwecji (1843–1868). 7 sierpnia 1869 została powołana do życia Prefektura apostolska Norwegii ze stolicą w Oslo, która 11 marca 1892 została przekształcona w Wikariat apostolski Norwegii i Spitzbergen (od 10 kwietnia 1931 jako Wikariat apostolski Oslo).
29 czerwca 1953 papież Pius XII  przekształcił istniejący wikariat w pełnoprawną diecezję, którą podporządkowano bezpośrednio Stolicy Apostolskiej.

## Biskupi
- ordynariusz – bp Fredrik Hansen
- biskupi seniorzy – bp Gerhard Schwenzer, bp Bernt Ivar Eidsvig

## Parafie
| Rok założenia | Parafia                  | Miejscowość              | Świątynia                                    | Zdjęcie |
| ------------- | ------------------------ | ------------------------ | -------------------------------------------- | ------- |
| 1843          | św. Olafa                | Oslo (centrum)           | Katedra św. Olafa w Oslo                     |         |
| 1854          | św. Pawła                | Bergen                   | Kościół św. Pawła w Bergen                   |         |
| 1870          | św. Piotra               | Halden                   | Kościół św. Piotra w Halden                  |         |
| 1878          | św. Brygidy              | Fredrikstad              | Kościół św. Brygidy we Fredrikstad           |         |
| 1889          | Naszej Pani              | Porsgrunn                | Kościół Naszej Pani w Porsgrunn              |         |
| 1890          | św. Hallvarda            | Oslo (Enerhaugen)        | Kościół św. Hallvarda w Oslo                 |         |
| 1890          | św. Oskara               | Kristiansand             | Kościół św. Oskara w Kristiansandzie         |         |
| 1898          | św. Swithuna             | Stavanger                | Kościół św. Swithuna w Stavangerze           |         |
| 1899          | św. Wawrzyńca            | Drammen                  | Kościół św. Wawrzyńca w Drammen              |         |
| 1911          | św. Franciszka Ksawerego | Arendal                  | Kościół św. Franciszka Ksawerego w Arendal   |         |
| 1924          | św. Torfinna             | Hamar                    | Kościół św. Torfinna w Hamarze               |         |
| 1926          | Najświętszej Maryi Panny | Stabekk                  | Kościół NMP w Stabekk                        |         |
| 1926          | św. Józefa               | Haugesund                | Kościół św. Józefa w Haugesundzie            |         |
| 1929          | św. Olafa                | Tønsberg                 | Kościół św. Olafa w Tønsbergu                |         |
| 1935          | św. Teresy               | Hønefoss                 | Kościół św. Teresy w Hønefoss                |         |
| 1952          | św. Magnusa              | Lillestrøm               | Kościół św. Magnusa i św. Klary w Lillestrøm |         |
| 1956          | Najświętszej Maryi Panny | Lillehammer              | Kościół NMP w Lillehammerze                  |         |
| 1989          | św. Michała Archanioła   | Moss                     | Kościół św. Michała Archanioła w Moss        |         |
| 1992          | Najświętszej Maryi Panny | Askim                    | Kościół NMP w Askim                          |         |
| 1993          | św. Franciszka z Asyżu   | Larvik                   | Kościół św. Franciszka z Asyżu w Larviku     |         |
| 2007          | św. Tomasz               | Valdres (Fagernes)       | Kościół św. Tomasza w Valdres                |         |
| 2007          | św. Gudmund              | Alto Romerike (Jessheim) | Kościół św. Gudmunda w Alto Romerike         |         |
| 2007          | św. Klary                | Kongsvinger              | Kościół św. Klary w Kongsvingerze            |         |
| 2010          | św. Jana Chrzciciela     | Sandefjord               | Kościół św. Jana Chrzciciela w Sandefjordzie |         |
| 2013          | św. Jana Teologa         | Oslo (Bredtveit)         | Kościół św. Jana Teologa w Oslo              |         |

## Patroni
- św. Olaf